# Aanvallen op Amerikaanse compounds in Riyad in 2003
De bomaanslagen op compounds in de Saoedische hoofdstad Riyad vonden plaats in 2003. Op 12 mei van dat jaar overleden 27 mensen, exclusief de daders, toen op drie verschillende compounds bommen ontploften. Op 9 november 2003 verloren bij een andere aanslag 17 mensen het leven.

## Achtergrond
De aanwezigheid van Amerikaanse troepen op Saoedisch grondgebied tijdens de Golfoorlog van 1990 gaf voeding aan het anti-Amerikaanse sentiment dat al volop heerste binnen de Arabische wereld. Voor veel Saoedische islamisten, waaronder Osama bin Laden, was dit de druppel waarmee zij ook tegenover het koningshuis van Saoedi-Arabië kwamen te staan. Uit deze onvrede vloeide onder andere de aanslagen van 11 september voort.
Vanwege de winning van olie woonde in Saoedi-Arabië een relatief grote Amerikaanse gemeenschap. Zij werkten voor de verschillende oliemaatschappijen en woonden op afgesloten en beschermde wooncomplexen, zogenaamde compounds. Al sinds november 2000 waren er verschillende aanslagen gepleegd, meestal door middel van autobommen, op westerlingen. Het Amerikaanse ministerie van Buitenlandse Zaken bracht in februari 2003 een negatief reisadvies uit, nadat er in een woning per ongeluk een explosie had plaatsgevonden. Bij de bommenmaker thuis vonden de Saoedische autoriteiten wapens, explosieven, contanten en valse papieren.

## Aanslagen van 12 mei
Op 12 mei rond kwart over elf verschenen bij drie verschillende compounds meerdere wagens met zwaargewapende mannen. Bij Al Hamra Oasis Village werden de bewakers gedood en werd vervolgens het vuur geopend op de bewoners, waarbij meerdere westerlingen en Saoedi's dodelijk werden getroffen, voordat de aanvallers een autobom tot ontploffing brachten. Bij de tweede locatie, Dorrat Al Jadawel, een compound in handen van het Britse bedrijf MBI International and Partners, slaagden de gewapende mannen er niet in binnen te komen vanwege de strenge beveiliging. Na een vuurgevecht brachten ze ook hier een autobom tot ontploffing, waarbij zijzelf en twee bewakers omkwamen.
Het laatste doel was de compound van de Vinnell Corporation. Hier waren de Amerikaanse werknemers van een beveiligingsbedrijf dat de soldaten van de Saoedische Nationale Garde trainde, gevestigd. Hier werden de soldaten bij de poort eerst gedood en werd een autobom voor een appartementencomplex tot ontploffing gebracht. Ook werd er op de bewoners geschoten.
Tijdens de aanvallen verloren negen Amerikanen en zeven Saoedi's het leven. Andere slachtoffers kwamen uit de Filipijnen (3), Jordanië (2), Groot-Brittannië (2), Australië (1), Ierland (1), Libanon (1) en Zwitserland (1). De twaalf aanslagplegers kwamen allen om. Meer dan honderdzestig mensen raakten gewond.
In de directe nasleep verliet een groot aantal westerse expats Saoedi-Arabië. De Amerikaanse president George W. Bush veroordeelde de aanslagen als "gewetenloze moorden". De Saoedische kroonprins Abdoellah noemde het het werk van "monsters". Saad bin Laden, een zoon van Osama bin Laden, zou samen met Saif al-Adel het brein zijn achter de aanslag. Saad Bin Laden werd in 2009 tijdens een droneaanval gedood in Pakistan.
Een maand na de aanslag maakte de Saoedische autoriteiten bekend dat het DNA van de twaalf omgekomen daders hen linkte aan de terreurorganisatie Al Qaida. Twee andere betrokkenen bij de aanslag kwamen later dat jaar om in een vuurgevecht. Er werd geopperd dat de aanvallers hulp van binnenuit zouden hebben gehad, omdat zij goed de weg  op de compounds hadden weten te vinden.

## Aanslag van 8 november
Een nieuwe aanslag vond plaats op 8 november in Al-Mohaya, een compound ten westen van Riyad. Hier reed een auto bezet met mannen in bewakersuniform het terrein van het wooncomplex op. Na een vuurgevecht met de beveiliging werd er een bom tot ontploffing gebracht. Onder de zeventien slachtoffers waren ditmaal geen westerlingen. De doden kwamen uit Saoedi-Arabië (11), Egypte (4), India (1) en Soedan (1).